# Олексієво-Дружківська селищна рада
Олексієво-Дружківська се́лищна ра́да — орган місцевого самоврядування у складі Дружківської міської ради Донецької області. Адміністративний центр — селище міського типу Олексієво-Дружківка.

## Загальні відомості
- Населення ради: 7704 особи (станом на 1 січня 2013)

## Населені пункти
Селищній раді підпорядковані населені пункти:
- смт Олексієво-Дружківка

## Склад ради
Рада складається з 30 депутатів та голови.
- Голова ради: Нагорська Юлія Миколаївна
- Секретар ради: Потапова Валентина Василівна

### Керівний склад попередніх скликань
| ПІБ                          | Основні відомості                                                        | Дата обрання | Дата звільнення |
| ---------------------------- | ------------------------------------------------------------------------ | ------------ | --------------- |
| Вовкотруб Анатолій Панасович | Селищний голова, 1949 року народження                                    | 26.03.2006   | 31.10.2010      |
| Нагорська Юлія Миколаївна    | Селищний голова, 1979 року народження, освіта вища, член Партії регіонів | 31.10.2010   |                 |

Примітка: таблиця складена за даними джерела

### Депутати
За результатами місцевих виборів 2010 року депутатами ради стали:

#### За суб'єктами висування
| Суб'єкт висування | Кількість обраних депутатів | %    |
| ----------------- | --------------------------- | ---- |
| Самовисування     | 22                          | 73,3 |
| Партія регіонів   | 8                           | 26,7 |

#### За округами
| № округу        | Прізвище, ім'я, по батькові       | Дата визнання обраним | Освіта         | Партійна приналежність | Відомості про обраного депутата                                                                   |
| --------------- | --------------------------------- | --------------------- | -------------- | ---------------------- | ------------------------------------------------------------------------------------------------- |
| Партія регіонів |                                   |                       |                |                        |                                                                                                   |
| 15              | Новикова Світлана Віталіївна      | 02.11.2010            | Освіта вища    | член Партії регіонів   | дошкільний навчальний заклад № 3 «Колобок», завідувач                                             |
| 16              | Головченко Наталя Василівна       | 02.11.2010            | Освіта вища    | позапартійна           | ПАТ «Кіндратівський вогнетривкий завод», завідувачка бюро обліку                                  |
| 17              | Рябенко Олег Іванович             | 02.11.2010            | Освіта вища    | член Партії регіонів   | ТОВ «Дружківська харчосмакова фабрика», начальник зерноскладу                                     |
| 18              | Єфременко Наталя Василівна        | 02.11.2010            | Освіта вища    | член Партії регіонів   | Олексієво-Дружківська селищна рада, спеціаліст П категорії                                        |
| 20              | Вєтох Алла Володимирівна          | 02.11.2010            | Освіта вища    | член Партії регіонів   | ПАТ «Кіндратівський вогнетривкий завод», начальник ВТК                                            |
| 23              | Мазурчак Світлана Миколаївна      | 02.11.2010            | Освіта вища    | член Партії регіонів   | Олексієво-Дружківська загальноосвітня школа № 14, заступник директора з навчально-виховної роботи |
| 26              | Коломаренко Олександр Миколайович | 02.11.2010            | Освіта вища    | член Партії регіонів   | ПАТ «Кіндратівський вогнетривкий завод», майстер цеху                                             |
| 30              | Скляр Раїса Василівна             | 02.11.2010            | Освіта вища    | член Партії регіонів   | Олексієво-Дружківська санаторна школа-інтернат, бухгалтер                                         |
| Самовисування   |                                   |                       |                |                        |                                                                                                   |
| 1               | Носенко Микола Григорович         | 02.11.2010            | Освіта середня | член Партії регіонів   | ПАТ «Кіндратівський вогнетривкий завод», керівник дільниці культури                               |
| 2               | Корсун Тамара Костянтинівна       | 02.11.2010            | Освіта вища    | позапартійна           | ПАТ «Кіндратівський вогнетривкий завод», начальник центральної заводської лабораторії             |
| 3               | Чуйко Микола Іванович             | 02.11.2010            | Освіта вища    | позапартійний          | ПАТ «Кіндратівський вогнетривкий завод», начальник конструкторського бюро                         |
| 4               | Потапова Валентина Василівна      | 02.11.2010            | Освіта вища    | позапартійна           | пенсіонер                                                                                         |
| 5               | Нагорський Едуард Вікторович      | 02.11.2010            | Освіта вища    | член Партії регіонів   | ПАТ «Кіндратівський вогнетривкий завод», начальник виробничого відділу                            |
| 6               | Баранов Євген Володимирович       | 02.11.2010            | Освіта вища    | член Партії регіонів   | ПАТ «Кіндратівський вогнетривкий завод», головний енергетик                                       |
| 7               | Рябенко Олена Павлівна            | 02.11.2010            | Освіта вища    | позапартійна           | ПАТ «Кіндратівський вогнетривкий завод», інженер-енергетик                                        |
| 8               | Нікітіна Тетяна Андріївна         | 02.11.2010            | Освіта середня | член Партії регіонів   | ПАТ «Кіндратівський вогнетривкий завод», бухгалтер                                                |
| 9               | Галапура Олександр Володимировича | 02.11.2010            | Освіта вища    | член Народної партії   | ЧП"Обрій", головний інженер                                                                       |
| 10              | Білашенко Володимир Миколайович   | 02.11.2010            | Освіта вища    | член Партії регіонів   | ПАТ «Кіндратівський вогнетривкий завод», майстер електродільниці                                  |
| 11              | Петриченко Наталя Олександрівна   | 02.11.2010            | Освіта вища    | позапартійна           | Олексієво-Дружківська селищна рада, головний бухгалтер                                            |
| 12              | Батраченко Вікторія Леонідівна    | 02.11.2010            | Освіта вища    | позапартійна           | ПАТ «Кіндратівський вогнетривкий завод», інженер центральної заводської лабораторії               |
| 13              | Шуріпа Олександр Олексійович      | 02.11.2010            | Освіта середня | член Партії регіонів   | ПАТ «Кіндратівський вогнетривкий завод», майстер                                                  |
| 14              | Журавльова Ганна Миколаївнуа      | 02.11.2010            | Освіта вища    | позапартійна           | пенсіонер                                                                                         |
| 19              | Білашенко Олександр Миколайович   | 02.11.2010            | Освіта вища    | член Партії регіонів   | ПАТ «Кіндратівський вогнетривкий завод», майстер ремонтно-будівельної дільниці                    |
| 21              | Рябенко Павло Іванович            | 02.11.2010            | Освіта вища    | член Партії регіонів   | ПАТ «Кіндратівський вогнетривкий завод», майстер газової дільниці                                 |
| 22              | Бауер Наталя Леонідівна           | 02.11.2010            | Освіта вища    | позапартійна           | Олексієво-Дружківська загальноосвітня школа № 14, технічний працівник                             |
| 24              | Шаповалов Євген Олексійович       | 02.11.2010            | Освіта вища    | позапартійний          | приватний підприємець                                                                             |
| 25              | Радченко Ганна Леонідівна         | 02.11.2010            | Освіта вища    | позапартійна           | Олексієво-Дружківська селищна рада, спеціаліст П категорії                                        |
| 27              | Янкевич Олена Миколаївна          | 02.11.2010            | Освіта вища    | позапартійна           | Олексієво-Дружківська селищна рада, секретар керівника                                            |
| 28              | Абраменко Леонід Вікторович       | 02.11.2010            | Освіта вища    | позапартійний          | Олексієво-Дружківська загальноосвітня школа № 14, вчитель                                         |
| 29              | Грибанов Юрій Миколайович         | 02.11.2010            | Освіта вища    | член Партії регіонів   | ПАТ «Кіндратівський вогнетривкий завод», заступник начальника залізничного цеху                   |